# Nowe Żeńsko
Nowe Żeńsko (niem. Schönfeld) – wieś w Polsce położona w województwie zachodniopomorskim, w powiecie choszczeńskim, w gminie Choszczno. W latach 1975–1998 miejscowość administracyjnie należała do województwa gorzowskiego. W roku 2007 wieś liczyła 92 mieszkańców. Wieś wchodzi w skład sołectwa Zwierzyn.

## Geografia
Wieś leży ok. 4,5 km na północ od Zwierzyna, między Zamęcinem a miejscowością Stary Klukom.